# Città divisa

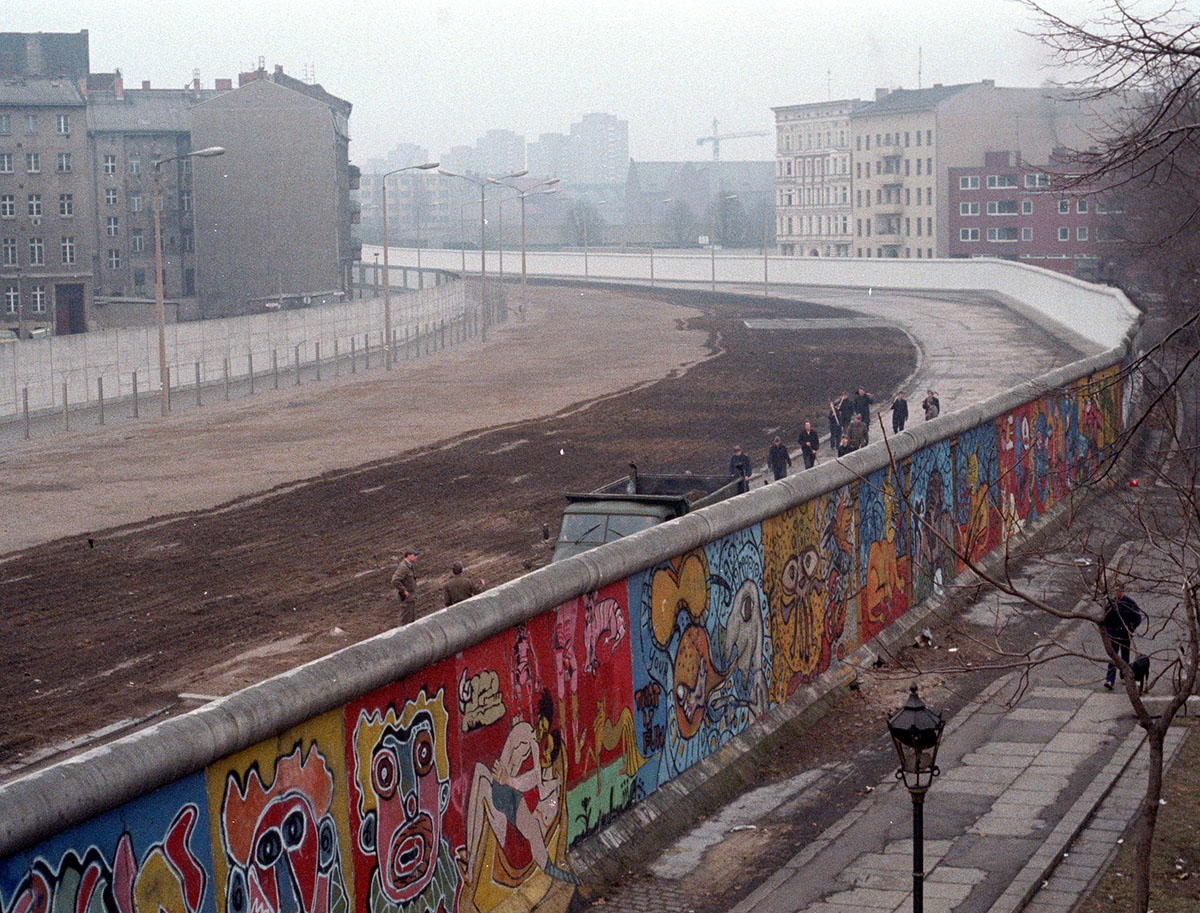
Il muro che divideva Berlino Ovest da Berlino Est simboleggia uno dei casi più celebri di separazione di una città

Una città divisa è un centro abitato che, per conseguenza di cambiamenti politici o di confini, costituisce (o ha costituito) due separate entità.
 
Segue la lista di località e degli stati a cui appartenevano al momento della divisione.

## Città che sono state divise in passato
- Berlino, divisa amministrativamente in quattro settori (sovietico, statunitense, britannico, francese) dal 1945 al 1949, riunita nel 1990 sotto la Germania
  - Berlino Ovest, Germania Ovest
  - Berlino Est, Germania Est
- Gerusalemme, divisa tra Israele e Giordania in seguito alla guerra arabo-israeliana del 1948, riunita de facto dal 1967 e de jure dal 1980 sotto Israele senza il riconoscimento dell'ONU; dal 1988 lo Stato di Palestina rivendica Gerusalemme Est
  - Gerusalemme Ovest, Israele
  - Gerusalemme Est, Giordania
- Legnago, divisa in base al Trattato di Lunéville del 1801, riunita dal 1805 al 1814 sotto il Regno d'Italia, dal 1814 al 1866 sotto l'Austria e dal 1866 sotto l'Italia
  - Legnago, Repubblica Italiana, poi Regno d'Italia
  - Legnago, Austria
- Lo Wu (latinizzazione utilizzata a Hong Kong) / Luo Hu (latinizzazione utilizzata nella Cina)
  - 1898-1911: divisa tra Impero Qing e Hong Kong, Regno Unito
  - 1911-1939: divisa tra Guangdong, Repubblica di Cina, e Hong Kong, Regno Unito
  - 1939-1941: divisa tra Impero giapponese e Hong Kong, Regno Unito
  - 1941-1945: riunita sotto l'Impero giapponese
  - 1945-1949: divisa tra Provincia del Guandong, Repubblica di Cina, e Hong Kong, Regno Unito
  - 1949-1997: divisa tra Guangdong, Cina, e Hong Kong, Regno Unito
  - dal 1997: la Cina possiede la sovranità dell'intera città, poiché il Regno Unito ha ceduto Hong Kong alla Cina nel 1997. La parte che era stata precedentemente posseduta dal Regno Unito è oggi amministrata da una regione amministrativa speciale, mentre il resto della città è amministrato dalla provincia di Guangdong
- Pontebba, divisa in base al Trattato di Vienna del 1866, riunita dal 1919 sotto l'Italia
  - Pontebba, Italia
  - Pontafel, Austria-Ungheria
- Przemyśl, divisa in seguito alla Campagna di Polonia dal 1939 al 1941, riunita nel 1941 sotto la Germania e nel 1945 sotto la Polonia
  - Przemyśl, Germania
  - Przemyśl, Unione Sovietica
- Salvirola, divisa fino al 1796 fra la Lombardia austriaca e la Repubblica di Venezia
- Verona, divisa in base al Trattato di Lunéville del 1801[1], riunita dal 1805 al 1814 sotto il Regno d'Italia, dal 1814 al 1866 sotto l'Austria e dal 1866 sotto l'Italia
  - Verona, Repubblica Italiana, poi Regno d'Italia
  - Verona, Austria (la parte entro le mura corrisponde all'odierno quartiere di Veronetta)
- Vienna, divisa amministrativamente in 4 settori (sovietico, statunitense, britannico, francese) dal 1945 al 1955

## Città che sono ancora oggi divise
- Baarle, divisa in base al Trattato di Maastricht del 1843, riunita dal 1940 al 1945 sotto la Germania
  - Baarle-Hertog, Belgio
  - Baarle-Nassau, Paesi Bassi
- Briga Marittima, divisa in base al Trattato di Parigi del 1947
  - Briga Marittima, Francia
  - Briga Alta, Italia
- Cieszyn (nota anche col nome tedesco di Teschen), divisa in base alla Conferenza di Spa del 1920, riunita dal 1938 al 1939 sotto la Polonia e dal 1939 al 1945 sotto la Germania
  - Cieszyn, Polonia
  - Český Těšín, Cecoslovacchia, oggi Repubblica Ceca
- Doboj, divisa in base all'accordo di Dayton del 1995
  - Doboj, nella Repubblica Serba di Bosnia ed Erzegovina
  - Doboj Est e Doboj Sud, nella Federazione croato-musulmana
- Drvar, divisa in base all'accordo di Dayton del 1995
  - Drvar, nella Federazione croato-musulmana
  - Drvar Est, nella Repubblica Serba di Bosnia ed Erzegovina
- Forst, divisa in base alla Conferenza di Potsdam del 1945
  - Forst, Germania
  - Zasieki, Polonia
- Francoforte sull'Oder, divisa in base alla Conferenza di Potsdam del 1945
  - Francoforte sull'Oder, Germania Est, oggi Germania
  - Słubice, Polonia
- Gmünd, divisa in base al Trattato di Saint-Germain-en-Laye del 1919
  - Gmünd, Austria
  - České Velenice, Cecoslovacchia, oggi Repubblica Ceca.
- Guben, divisa in base alla Conferenza di Potsdam del 1945
  - Guben, Germania Est, oggi Germania
  - Gubin, Polonia
- Görlitz, divisa in base alla Conferenza di Potsdam del 1945
  - Görlitz, Germania Est, oggi Germania
  - Zgorzelec, Polonia
- Herzogenrath, divisa in base al Congresso di Vienna del 1815
  - Herzogenrath, Germania
  - Kerkrade, Paesi Bassi
- Ilidža, divisa in base all'accordo di Dayton del 1995
  - Ilidža, nella Federazione croato-musulmana
  - Ilidža Est, nella Repubblica Serba di Bosnia ed Erzegovina
- Komárom, divisa in base al Trattato del Trianon del 1920, riunita dal 1938 al 1945 sotto l'Ungheria
  - Komárom, Ungheria
  - Komárno, Cecoslovacchia, oggi Slovacchia
- Kupres, divisa in base all'accordo di Dayton del 1995
  - Kupres, nella Federazione croato-musulmana
  - Kupres, nella Repubblica Serba di Bosnia ed Erzegovina
- Küstrin, divisa in base alla Conferenza di Potsdam del 1945
  - Küstrin-Kietz, Germania Est, oggi Germania
  - Kostrzyn nad Odrą, Polonia
- Mitrovica, divisa in due comuni in seguito alla crisi del Kosovo settentrionale del 2013
  - Mitrovicë, a maggioranza albanese
  - Severna Kosovska Mitrovica, a maggioranza serba
- Mostar, divisa in base all'accordo di Dayton del 1995
  - Mostar, nella Federazione croato-musulmana
  - Mostar Est, nella Repubblica Serba di Bosnia ed Erzegovina
- Muskau, divisa in base alla Conferenza di Potsdam del 1945
  - Bad Muskau, Germania Est, oggi Germania
  - Łęknica, Polonia
- Nicosia, divisa dalla Linea Verde del 1974
  - Nicosia, Cipro
  - Nicosia Nord, Cipro del Nord
- Le Pont-de-Beauvoisin
  - Le Pont-de-Beauvoisin (Isère)
  - Le Pont-de-Beauvoisin (Savoia)
- Ponte Tresa
  - Lavena Ponte Tresa, in Italia
  - Ponte Tresa, in Svizzera
- Radkersburg, divisa in base al Trattato di Saint-Germain-en-Laye del 1919, riunita dal 1941 al 1945 sotto la Germania
  - Bad Radkersburg, Austria
  - Gornja Radgona, Regno di Serbi, Croati e Sloveni, poi Jugoslavia, oggi Slovenia
- Roma, divisa de facto dal 1870 per la sua presa ad opera delle forze armate del Regno d'Italia e de jure dal 1929 per effetto dei Patti Lateranensi
  - Roma, Italia
  - Città del Vaticano
- Saint-Gingolph, divisa in base al Trattato di Thonon del 1569
  - Saint-Gingolph, Ducato di Savoia, poi Regno di Sicilia, poi Regno di Sardegna, oggi Francia
  - Saint-Gingolph, Svizzera
- Saint-Pierre-d'Entremont
  - Saint-Pierre-d'Entremont (Isère)
  - Saint-Pierre-d'Entremont (Savoia)
- Sarajevo, divisa in base all'accordo di Dayton del 1995
  - Sarajevo, nella Federazione croato-musulmana
  - Sarajevo Est, nella Repubblica Serba di Bosnia ed Erzegovina
- Trnovo, divisa in base all'accordo di Dayton del 1995
  - Trnovo, nella Federazione croato-musulmana
  - Trnovo, nella Repubblica Serba di Bosnia ed Erzegovina
- Valka, divisa in base all'Arbitrato del 1920
  - Valka, Lettonia
  - Valga, Estonia